# Rifugio Teodulo
Il rifugio Teodulo (in francese, Refuge du Théodule) è un rifugio situato nel comune di Valtournenche (AO), in Valtournenche, nelle Alpi Pennine, a 3.317 m s.l.m.

## Storia
Fin dall'epoca dei Romani il Colle del Teodulo è stato attraversato da viandanti e pellegrini, per questo quello del Teodulo è stato il primo hospitale delle Alpi.
Il rifugio originale è stato costruito nel 1852 ed è stato il primo rifugio delle Alpi (con la concezione attuale di rifugio), con il nome di Rifugio Albergo Colle del Teodulo; era utilizzato come base escursionistica e alpinistica per le vette circostanti e per praticare lo sci sul ghiacciaio. Era stato realizzato in legno di larice e pietra, ottenuta da alcune fortificazioni dismesse fatte realizzare dal Duca Amedeo II nel 1688. Il rifugio venne poi venduto al CAI per 23.346 lire nel 1915.
Il rifugio moderno è stato costruito nel 1920 e ampiamente ristrutturato in seguito.

## Caratteristiche e informazioni

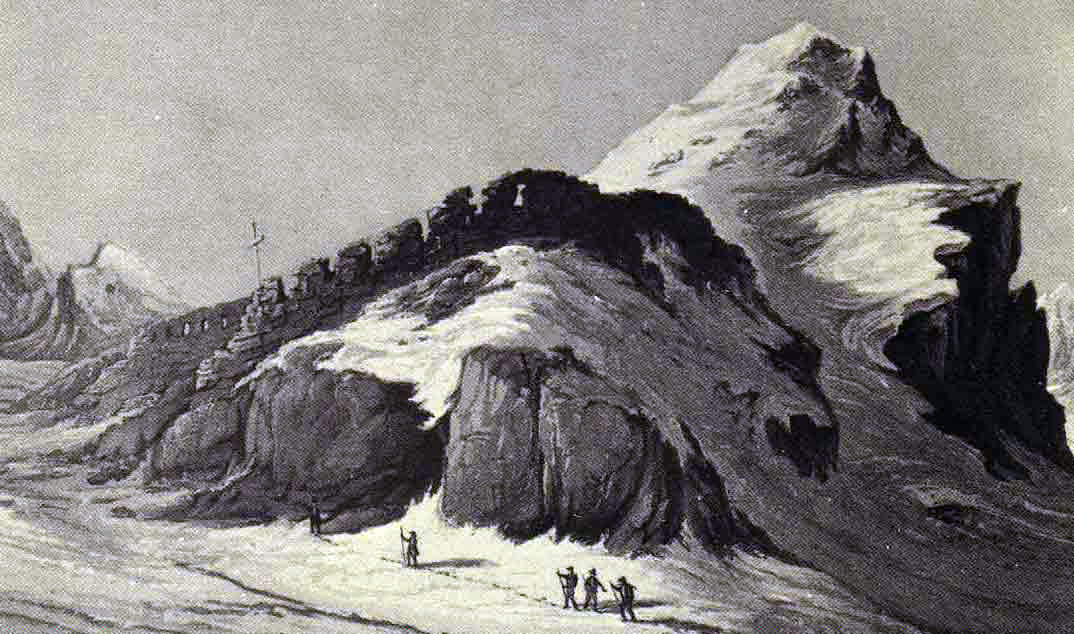
Disegno ottocentesco del Colle del Teodulo.

Si trova sul colle del Teodulo (3.290 m) ai bordi del Plateau Rosa. Il colle del Teodulo unisce la Valtournenche con il Vallese. D'inverno è raggiunto dalle piste da sci.
Dal rifugio si gode di una splendida vista sul Cervino.

## Accessi
L'accesso più facile è attraverso gli impianti di risalita che collegano la frazione di Valtournenche Breuil-Cervinia con il Plateau Rosa. Dal Plateau il rifugio è raggiungibile in circa mezz'ora.

## Ascensioni
- Monte Breithorn - 4.165 m
- Castore - 4.221 m
- Polluce - 4.091 m
- Roccia Nera - 4.075 m

## Traversate
- Rifugio Ottorino Mezzalama - 3.036 m
- Rifugio Guide d'Ayas - 3.420 m
- Monte Rosa Hütte - 2.883 m